# پلوسالیئنینا (متروی مینسک)
پلوسالیئنینا (بلاروسی: Плошча Леніна) یکی از سه ایستگاه مترو شهر مینسک پایتخت بلاروس است.

## تاریخچه
این ایستگاه مترو در تاریخ ۲۴ ژوئن ۱۹۸۴ در ایستگاه اصلی راه‌آهن شهرستان: پاساژیرسکی- مینسک پایه‌گذاری شد
اما از سال ۱۹۹۲ تا ۲۰۰۳ اسم ایستگاه "Plošča Niezaliežnasci" به نام میدان مستقل تغییر کرد، اما بعد از سال ۲۰۰۳ به نام اصلی ایستگاه یعنی پلوسالیئنینا بازگردانده شد.
این ایستگاه سوم مترو مینسک است و یک ساختمان ورودی دارد، دو ایستگاه دیگر عبارت هستند از کاستیریک‌نیکاجا (Kastryčnickaja) و کوپلاسکیجا (Kupalaŭskaja).